# Shehan Abeypitiya
Shehan Abeypitiya (* 17. Januar 1990 in Colombo) ist ein sri-lankischer Leichtathlet, der sich auf den Sprint spezialisiert hat.

## Sportliche Laufbahn
Erste internationale Erfahrungen sammelte Shehan Abeypitiya bei den Jugendweltmeisterschaften 2009 in Ostrava, bei denen er das Viertelfinale über 100 Meter erreichte und dort mit 10,95 s ausschied und über 200 Meter im Vorlauf disqualifiziert wurde. Im Jahr darauf gewann er bei den Juniorenasienmeisterschaften in Jakarta in 10,55 s die Silbermedaille im 100-Meter-Lauf und belegte anschließend bei den Juniorenweltmeisterschaften in Bydgoszcz in 10,71 s den siebten Platz über 100 Meter und schied im 200-Meter-Lauf mit 21,60 s im Halbfinale aus. Zum Ende des Jahres gewann er bei den Commonwealth Youth Games in Pune in 10,43 s und 21,27 s jeweils die Goldmedaille über 100 und 200 Meter. 2009 belegte er bei den Spielen der Lusophonie in Lissabon in 10,49 s bzw. 21,40 s jeweils den vierten Platz und gewann mit der sri-lankischen 4-mal-100-Meter-Staffel in 40,58 s die Bronzemedaille hinter den Teams aus Brasilien und Portugal und auch mit der 4-mal-400-Meter-Staffel gewann er in 3:21,70 min Bronze hinter diesen beiden Staaten. Anschließend schied sie bei den Weltmeisterschaften in Berlin über 100 Meter mit 10,53 s in der ersten Runde aus, ehe er bei den Asienmeisterschaften in Guangzhou über 200 Meter mit 21,57 s im Halbfinale ausschied und über die kürzere Distanz in 10,49 s Rang sechs erreichte. 2010 gewann er bei den Südasienspielen in Dhaka in 10,46 s die Goldmedaille über 100 Meter und gewann über 200 Meter in 21,19 s die Silbermedaille hinter dem Inder Abdul Najeeb Qureshi. Zudem siegte er auch mit der 4-mal-100-Meter-Staffel in 40,02 s. Anschließend schied er bei den Commonwealth Games in Neu-Delhi mit 10,48 s im Halbfinale über 100 Meter sowie mit 21,12 s im Viertelfinale über 200 Meter aus.
2011 belegte er bei den Asienmeisterschaften in Kōbe in 21,16 s den sechsten Platz über 200 Meter und schied über die kürzere Distanz mit 10,68 s im Halbfinale aus. Daraufhin schied er bei den Militärweltspielen in Rio de Janeiro über 100 und 200 Meter im Halbfinale aus und gewann mit der Staffel in 40,02 s die Bronzemedaille hinter den Teams aus Brasilien und Polen. 2015 nahm er mit der Staffel erneut an den Asienmeisterschaften in Wuhan teil und belegte dort in 39,38 s den vierten Platz und im Jahr darauf siegte er bei den Südasienspielen in Guwahati in 39,96 s. 2017 nahm er an den Asienmeisterschaften in Bhubaneswar teil und belegte mit der Staffel erneut Platz vier. 2018 nahm er zum zweiten Mal an den Commonwealth Games im australischen Gold Coast teil und belegte mit der sri-lankischen Staffel den sechsten Platz mit neuem nationalen Rekord von 39,08 s.
2009 wurde Abeypitiya sri-lankischer Meister über 200 Meter.

## Persönliche Bestleistungen
- 100 Meter: 10,31 s (+0,9 m/s), 6. Oktober 2010 in Neu-Delhi
- 200 Meter: 21,12 s (+0,3 m/s), 9. Oktober 2010 in Neu-Delhi